# Biopunk
A biopunk (a biotechnológia és a punk szavakból tevődik össze) a kortárs science fiction egyik népszerű műfaja, mely a cyberpunkból született meg az 1990-es években. A biopunk jellegű történetek a közeljövő futurisztikus világában játszódnak, gyakran totalitárius államokban, vagy más disztópikus környezetben. A cyberpunktól valójában az különbözteti meg, hogy míg ott a jövőt az információ központúság és a technológiai szingularitás határozza meg, addig a biopunk jövője a szintetikus biológiára és a felgyorsult biotechnológiától függő világra épül. Gyakori szereplői az embereken kísérletező tudósok, a DNS-manipuláló biohackerek, vagy a szintetikus anyagok segítségével emberfeletti erőre szert tett harcosok és mutánsok.

## Biopunk témájú alkotások
A biopunk tartalmú filmek, képregények, videójátékok és könyvek közül rengeteg akad, mely inkább a horror műfaj felé közelít, hisz maga a biopunk is olyan munkákon alapszik, melyek során az emberek biotechnológiákkal eltorzítják magukat (A légy), vagy kísérletek folytán válnak szörnyetegekké. Másik népszerű témája a cyberpunktól átvett disztópikus, genetikai alapon befolyásolt társadalmi struktúrák (Gattaca) bemutatása, melyek nagy része a jövőben játszódik. Harmadik, és talán legismertebb témája a különleges képességekkel felruházott emberek bemutatása, mely az amerikai képregényeknek köszönhetően vált népszerűvé.

### Könyvek
- Paul Di Filippo: Ribofunk
- Michael Blumlain: The Movement of Mountains és a The Brains of Rats
- Mark Budz: Clade és a Crache
- Paul J. McAuley: White Devils
- Octavia E. Butler: A Xenogenesis-trilógia
- Paolo Bacigalupi: A felhúzhatós lány

### Filmek
- Body Melt
- Carnosaur
- Carnosaur 2
- Carnosaur 3: Primal Species
- Cuore di cane
- Curse of the Fly
- The Eden Formula
- eXistenZ – Az élet játék
- A légy
- A légy 2.
- Gattaca
- The Gene Generation
- A Kaptár
- A Kaptár 2. – Apokalipszis
- A Kaptár 3. – Teljes pusztulás
- A Kaptár – Túlvilág
- Kutyaszív
- Vérbeli hajsza
- A sziget
- Dr. Moreau szigete (1977)
- Dr. Moreau szigete (1996)
- Elveszett lelkek szigete
- Jurassic Park
- Jurassic Park III
- Jurassic World
- Prometheus
- Lopott idő
- Repo! - A genetikus opera
- Végrehajtók
- A légy visszatér
- A majmok bolygója: Lázadás
- Hibrid
- Kjúkecu sódzso tai sódzso Furanken
- Videodrome

### Videojátékok
- BioShock
- Resident Evil
- Impossible Creatures
- Evolva
- Psi-Ops: The Mindgate Conspiracy
- Prototype

### Képregények és mangák
- Warren Ellis: Doktor Sleepless
- M.F. Wilson és Nathan Fox: Fluorescent Black
- Tony Takezaki: Genocyber